# Darije III.
Darije III. (Artašata) bio je posljednji Veliki kralj Perzijskog Carstva iz iranske dinastije Ahemenida koji je vladao od 336. do 330. pr. Kr., kada ga je porazio Aleksandar Makedonski.

## Ime i etimologija
Rođen pod imenom Kodoman (grč. Codomannus), Darije III. je odmah nakon dolaska na vlast uzeo ime „Darije“, po svome pradjedu s majčine strane Dariju II., odnosno prema slavnom perzijskom velikom kralju Dariju I. Velikom. Ime „Darije“ (staroperz. Darayavahuš, perz. داریوش Dariuš) prevedeno sa znači „Dobri vladar“.

## Obitelj
Darije III. bio je sin princa Arsama i princeze Sisigambis. Njegov otac Arsam bio je sin princa Ostana, koji je pak bio sin perzijskog velikog kralja Darija II., dok je njegova majka Sisigambis bila kćer perzijskog velikog kralja Artakserksa II., također sina Darija II. Prethodnik Darija III. bio je njegov rođak s majčine strane; Artakserkso IV. Nakon krunidbe 336. pr. Kr. Darije III. oženio se Stateirom I. s kojom je imao dvije kćeri, Stateiru II. i Dripetis. Njegovom kćeri Stateirom II. se kasnije oženio Aleksandar Makedonski.

## Uspon
Artakserkso III., djed Darija III., kao i većina njegovih sinova stradalo su u ubojstvima koje je organizirao perzijski general Bagoas, koji je na tron postavio Artakserksa IV. (Arza) kao marionetskog vladara. Kada je Bagoas shvatio kako ga više ne može kontrolirati, godine 336. pr. Kr. dao ga je ubiti, a na tron je postavio Kodomana, posljednjeg legitimnog nasljednika iz kraljevske loze. Kodoman (okrunjen kao Darije III.) bio je rođak njegova prethodnika Artakserksa IV., a iskazao se kada je u doba vladavine Artakserksa III. diplomacijom pomirio dva zaraćena kralja nomadskih plemena Kadusijana na sjeveroistoku Perzijskog Carstva, i kada je radio kao kraljevski glasnik. Kodoman je na vlast došao s 45 godina, i okrunuo se pod imenom Darije III.

## Pokušaj atentata
Ubrzo nakon dolaska na vlast Darije III. se osamostalio kao vladar, pa je general Bagoas i njega pokušao otrovati. Ipak, Darije III. je na vrijeme upozoren na planove za njegovo ubojstvo, pa je dao uhititi Bagoasa i natjerao ga da sam popije otrov.

## Vladavina
Novi kralj se našao u teškoj situaciji jer je Perzijsko Carstvo u to doba bilo vrlo nestabilno; diljem zemlje vladali su ljubomorni i nepouzdani satrapi, poput Kabaša u Egiptu. U usporedbi s njegovim prethodnicima iz ahemenidske dinastije, Darije III. nije imao nikakvog iskustva u vladanju carstvom, niti je prethodno iskazivao ambicije da njime vlada. Nedostatak tih kvaliteta u doba velike krize pokazali su se presudnim za sudbinu Perzijskog Carstva.
Godine 336. pr. Kr. Filip II. Makedonski prihvaćen je za hegemona Korintske lige i planira invaziju na maloazijske grčke gradove pod perzijskom kontrolom. U proljeće šalje svoje generale Parmeniona i Atala u „oslobađanje“ istih gradova, no za vrijeme njihovih vojnih prodora Filip II. je u ljeto iste godine ubijen.

## Sukob s Aleksandrom
Godine 334. pr. Kr. sin Filipa II., Aleksandar Makedonski, postaje hegemonom Korintske lige te vodi kombiniranu makedonsku vojsku u invaziju perzijske Male Azije.

### Bitka kod Granika
Ubrzo poslije Aleksandrovog prodora u Aziju, makedonska vojska pobjeđuje maloazijske Perzijance u bitci kod Granika. Darije III. nije sudjelovao u toj bitci, koju je smatrao običnom provincijskom pobunom koje su bile česte u to vrijeme, niti je slutio kako Aleksandar Makedonski ima u planu prodor do srca Perzije. Očekivao je kako će se perzijski satrapi obračunati s Aleksandrom, pa je mirno ostao u svojoj prijestolnici Perzepolisu.

### Bitka kod Isa
Tek godinu i pol dana poslije bitke kod Granika, 333. pr. Kr. Darije III. odlučio je okupiti vojsku i osobno se obračunati s makedonskim osvajačem. U bitci kod Isa 100.000 Perzijanaca uključujući grčkim plaćenicima sukobilo se protiv 50.000 makedonskih i korintskih vojnika, u kojoj je dvostruko manja Aleksandrova vojska preko boka zaobišla i porazila perzijsku vojsku. Povjesničar Arijan tvrdi kako je Darije III., uvidjevši kako su perzijske bojne crte probijene, pobjegao u svojim bojnim kolima ostavivši na bojištu svoje oružje, luk i kraljevski plašt, koje je kasnije pronašao Alekandar osobno. Također tvrdi kako je Aleksandar zarobio Darijev štab i obitelj, zbog čega je Darije III. više puta u pismima tražio njihovo oslobađanje, no Aleksandar je to odbio učiniti sve dok ga Darije ne prizna kao novog vladara Perzije. Godine 331. pr. Kr. u zarobljeništvu umire Darijeva žena Stateira I.

### Bitka kod Gaugamele
Okolnosti su bile na strani Darija III. 331. pr. Kr. kada je uoči bitke kod Gaugamele okupio popriličan broj trupa i dobro ih organizirao, te je dobio vojnu potporu većine perzijskih satrapa. Unatoč svim tim povoljnim faktorima, Darije III. ponovno je izgubio bitku protiv Aleksandra, te je opet morao bježati da bi se spasio od makedonskih progonitelja. Veliki dio perzijskih snaga stradalo je u toj bitci, pa Darije III. poslije više nikad neće moći okupiti kraljevsku vojsku tolike veličine. Darije III. je poslije bitke pobjegao u Ekbatanu gdje je pokušavao okupiti novu vojsku za borbu protiv Aleksandra, dok je Aleksandar Makedonski istovremeno zaposjeo Babilon, Suzu i perzijsku prijestolnicu Perzepolis. Nakon što je porazio Ariobarzana u bitci kod Perzijskih vrata Aleksadar je praktički mogao proglasiti pobjedu, no nastavio je goniti Darija III. koji je bježao prema istoku.

## Bijeg
Za vrijeme bijega Darije III. pokušavao je obnoviti perzijsku vojsku na onu razinu kao kod bitke kod Gaugamele, no njegovi pokušaji završili su neuspjehom koji je uzrokovan gubitkom autoriteta poslije poraza te Aleksandrovom liberalnom politikom prema osvojenim područjima. Naime, u Babilonu i Perziji Aleksandar je provodio tolerantnu politiku što je dodatno otežalo napore Darija III. u obnovi vojne moći.
Za vrijeme bijega, baktrijski satrap Bes koji se kod Gaugamele borio skupa s Darijem III. i koji se predstavljao kao njegov privženi saveznik, izdao ga je zbog osobnih interesa. Prilikom prvog odmora baktrijski vojnici zauzeli su kraljev šator, zarobili Darija III., te ga poveli u Baktriju kao zarobljenika jer su očekivali kako će ih Aleksandar nagraditi ako mu isporuče zarobljenog Darija III. Poslije toga bilo je jasno kako Darije III. više neće moći podići ikakvu perzijsku silu protiv Aleksandra jer više nije imao status perzijskog šaha niti je predstavljao ikakvu opasnost za osvajačke makedonske snage. Ipak, Aleksadar Makedonski nastavio je potjeru u cilju da osobno pronađe i zarobi Darija III.

## Smrt
Godine 330. pr. Kr. satrapi Bes i Barsent ubili su Darija III. pokraj Raja i ostavio njegovo tijelo u kolima koje su pronašli makedonski vojnici. Taj događaj razočarao je Aleksandra koji je želio uhvatiti živog Darija III. Kada je Aleksandar ugledao mrtvo Darijevo tijelo, uzeo je njegov kraljevski prsten a njegovo tijelo poslao je u Perzepolis gdje su ga pokopali u kraljevskim grobnicama sa svim počastima. Ubrzo poslije sahrane Darija III., Aleksandar se 334. pr. Kr. oženio njegovom kćeri Stateirom II. čime je učvstio svoj legitimitet nasljednika perzijskog kralja.
Nakon smrti Darija III., satrap Bes pokušao se predstaviti kao njegov nasljednik pa se imenovao kao Artakserkso V., predstavljajući se istočnim ostacima Perzijskog Carstva kao veliki kralj Perzije. Ipak, uskoro su ga uhvatili makedonski vojnici, a Aleksandar Makedonski dao ga je mučiti i pogubiti jer ga je smatrao izdajnikom perzijske kraljevske kuće.

## Popularna kultura
- U filmu „Aleksandar“ (Alexander) iz 2004. godine u režiji Olivera Stonea Darija III. je tumačio glumac Raz Degan.
- Poraz Darija III. protiv Aleksandra Makedonskog spomenut je u pjesmi heavy metal grupe Iron Maiden.
- Američki glumac Carlos Ferro posudio je glas Dariju III. u japanskom animiranom filmu Alexander Senki iz 1999. godine.

## Kronologija
- 380. pr. Kr. - rođen Kodoman (Darije III.) kao sin princa Arsama i princeze Sisigambis[6]
- 355. pr. Kr. - u doba vladavine Artakserksa III., Darije III. diplomacijom uspjeva primiriti dva suparnička kralja nomadskih plemena Kadusijana.
- 336. pr. Kr. - perzijski general Bagoas daje ubiti perzijskog kralja Artakserksa IV. i na tron postavlja Kodomana, koji se kruni kao Darije III.
- 336. pr. Kr. - Darije III. se osamostaljuje kao vladar pa ga Bagoas pokušava ubiti, no Darije otkriva njegov plan i daje ga pogubiti.
- 336. pr. Kr. - u Grčkoj, Filip II. Makedonski prihvaćen je za hegemona Korintske lige i planira invaziju na maloazijske grčke gradove pod perzijskom kontrolom.[2]
- 336. pr. Kr. - Filip II. umire, a na makeonskom tronu nasljeđuje ga njegov sin Aleksandar Makedonski.
- 335. pr. Kr. - makedonski vladar Aleksandar Makedonski osvaja Tebu i Trakiju.
- 334. pr. Kr. - Aleksandar postaje hegemonom Korintske lige te vodi kombiniranu makedonsku vojsku u invaziju perzijske Male Azije.
- 333. pr. Kr. - u bitci kod Isa makedonska vojska pobijeđuje perzijsku.
- 331. pr. Kr. - Darije III. okuplja novu vojsku i sukobljava se protiv Aleksandra u bitci bitci kod Gaugamele, no ponovo je poražen.
- 331. pr. Kr. - u zarobljeništvu umire Darijeva žena Stateira I.
- 330. pr. Kr. - satrap Bes ubija Darija III. za vrijeme bijega.
- 330. pr. Kr. - kraj iranske dinastije Ahemenida; Aleksandar Makedonski postaje vladarom većine Perzijskog Carstva.

## Poveznice
- Ahemenidsko Perzijsko Carstvo
- Filip II. Makedonski
- Aleksandar Makedonski
- Popis faraona XXXI. dinastije
- Kasni period drevnog Egipta

| Prethodnik:                           | Veliki kralj Perzije (336. - 330. pr. Kr.) ____________________ Faraon Egipta (336. - 332. pr. Kr.) | Nasljednik:                                                                            |
| Artakserkso IV. (358. - 336. pr. Kr.) | Veliki kralj Perzije (336. - 330. pr. Kr.) ____________________ Faraon Egipta (336. - 332. pr. Kr.) | Aleksandar Makedonski (330. - 323. pr. Kr.) ____________________ (332. - 323. pr. Kr.) |

## Vanjske poveznice
- Darije III. (enciklopedija Britannica)
- Uspon Darija III., Livius.org  Arhivirana inačica izvorne stranice od 14. svibnja 2011. (Wayback Machine)
- Smrt Darija III., Livius.org  Arhivirana inačica izvorne stranice od 18. ožujka 2010. (Wayback Machine)
- Životopis Darija III.
- Genealogija Darija III.
- Darije III., ThenAgain.info